# Calgary Flames
Calgary Flames je profesionální kanadský klub ledního hokeje, který sídlí v Calgary v provincii Alberta. Do NHL vstoupil v ročníku 1980/81 a hraje v Pacifické divizi v rámci Západní konference. Své domácí zápasy odehrává v hale Scotiabank Saddledome s kapacitou 19 289 diváků. Klubové barvy jsou červená, černá, zlatá a bílá.
Flames vstoupili do NHL 6. června 1972 jako Atlanta Flames, 24. června 1980 byli přestěhováni do Calgary.

## Historie
Tento tým má kořeny v Atlantě, kde od 70. let hrál tým Atlanta Flames. V Atlantě však hokej nebyl příliš oblíbený a malá návštěvnost se podepisovala na stavu týmové pokladny. Proto se tento tým přestěhoval na místo hokeji zaslíbené, do Calgary. Začátky byly velmi skromné. Tým musel hrát v Stampede Corral, který měl kapacitu pouhých 7 243 diváků. Tým se hned v první sezóně probojoval do play-off, kde vyřadil Chicago Blackhawks a Philadelphia Flyers, ale nakonec je zastavila Minnesota. V roce 1986 tým postoupil do finále a v roce 1989 získal Stanley Cup. Následovalo úspěšné období týmu, přestože ve svém středu nemělo hvězdy. V sezóně 1991–92, která byla pro tým 75. chtěli navázat na předchozí léta, v nichž tým nikdy neskončil hůř než 6. Tato sezóna však skončila propadákem. Od roku 1994 se klub stával velmi průměrným díky odchodu několika opor a také špatnou ekonomickou situací. Ani výměna trenéra a manažerů nepomohla ke kýženému postupu do finále. Konečně, v sezóně 2003–04 se tým probojoval do finále NHL, tam však podlehl Tampě 4:3 na zápasy. Po výluce postoupil pokaždé tento tým do play off, ale ani jednou nepřešel přes první kolo. V sezoně 2005–06, podlehl 4:3 na zápasy Anaheimu, v sezoně 2006–07 4:2 na zápasy Detroitu, v sezoně 2007–08 4:3 na zápasy San Jose a v sezoně 2008–09 4:2 na zápasy Chicagu. Přestože pokaždé vypadli v prvním kole, vždy se tam dostali, až v sezoně 2009–10 jim postup utekl. Tento neúspěch měl za následek výraznější změny v sestavě. V této sezoně opustil Calgary jejich nejlepší hráč a jeden z nejlepších obránců ligy Dion Phaneuf, který odešel do Toronta za Matta Stajana, Niklase Hagmana a Iana Whitea.

## Úspěchy
- Vítěz Stanley Cupu (1×)
  - 1988/89
- Vítěz základní části (2×)
  - 1987/88, 1988/89
- Vítěz Campbellovy konference (západní konference) (3×)
  - 1985/86, 1988/89, 2003/04
- Vítěz Smytheovy divize (3×)
  - 1987/88, 1988/89, 1989/90
- Vítěz pacifické divize (3×)
  - 1993/94, 1994/95, 2018/19
- Vítěz severozápadní divize (1×)
  - 2005/06

## Individuální trofeje
Zdroj:
| Individuální trofeje             | Rok a hráč                                                                                                  |
| -------------------------------- | --- |
| Art Ross Trophy                  | 2001/2002 • Jarome Iginla                                                                                   |
| Calder Memorial Trophy           | 1985/1986 • Gary Suter 1987/1988 • Joe Nieuwendyk 1989/1990 • Sergej Makarov                                |
| Conn Smythe Trophy               | 1988/1989 • Al MacInnis                                                                                     |
| Roger Crozier Saving Grace Award | nikdo |
| Hart Memorial Trophy             | nikdo |
| William M. Jennings Trophy       | 2005/2006 • Miikka Kiprusoff                                                                                |
| King Clancy Memorial Trophy      | 1987/1988 • Lanny McDonald 1994/1995 • Joe Nieuwendyk 2003/2004 • Jarome Iginla 2022/2023 • Mikael Backlund |
| Lady Byng Memorial Trophy        | 1986/1987, 1988/1989 • Joe Mullen 2014/2015 • Jiří Hudler 2016/2017 • Johnny Gaudreau                       |
| Bill Masterton Memorial Trophy   | 1982/1983 • Lanny McDonald 1995/1996 • Gary Roberts                                                         |
| Mark Messier Leadership Award    | 2008/2009 • Jarome Iginla 2019/2020 • Mark Giordano                                                         |
| James Norris Memorial Trophy     | 2018/2019 • Mark Giordano                                                                                   |
| Ted Lindsay Award                | 2001/2002 • Jarome Iginla                                                                                   |
| NHL Plus/Minus Award             | 2021/2022 • Johnny Gaudreau                                                                                 |
| Maurice Richard Trophy           | 2001/2002, 2003/2004 • Jarome Iginla                                                                        |
| Frank J. Selke Trophy            | nikdo |
| Vezina Trophy                    | 2005/2006 • Miikka Kiprusoff                                                                                |
| NHL Foundation Player Award      | 2015/2016 • Mark Giordano                                                                                   |
| Jack Adams Award                 | 2014/2015 • Bob Hartley 2021/2022 • Darryl Sutter                                                           |

## Individuální rekordy jednotlivých sezón

### Základní část
- Zdroj zde

| 1980/1981 |
| 1981/1982 |
| 1982/1983 |
| 1983/1984 |
| 1984/1985 |
| 1985/1986 |
| 1986/1987 |
| 1987/1988 |
| 1988/1989 |
| 1989/1990 |
| 1990/1991 |
| 1991/1992 |
| 1992/1993 |
| 1993/1994 |
| 1994/1995 |
| 1995/1996 |
| 1996/1997 |
| 1997/1998 |
| 1998/1999 |
| 1999/2000 |
| 2000/2001 |
| 2001/2002 |
| 2002/2003 |
| 2003/2004 |
| 2004/2005 |
| 2005/2006 |
| 2006/2007 |
| 2007/2008 |
| 2008/2009 |
| 2009/2010 |
| 2010/2011 |
| 2011/2012 |
| 2012/2013 |
| 2013/2014 |
| 2014/2015 |
| 2015/2016 |
| 2016/2017 |
| 2017/2018 |
| 2018/2019 |
| 2019/2020 |
| 2020/2021 |
| 2021/2022 |
| 2022/2023 |
| 2023/2024 |
| 2024/2025 |

| Kent Nilsson               | 49 |
| Lanny McDonald             | 40 |
| Lanny McDonald             | 66 |
| Eddy Beers                 | 36 |
| Kent Nilsson               | 37 |
| Joe Mullen                 | 44 |
| Joe Mullen                 | 47 |
| Joe Nieuwendyk             | 51 |
| Joe Nieuwendyk             | 51 |
| Joe Nieuwendyk             | 45 |
| Theoren Fleury             | 51 |
| Gary Roberts               | 53 |
| Robert Reichel             | 40 |
| Gary Roberts               | 41 |
| Theoren Fleury             | 29 |
| Theoren Fleury             | 46 |
| Theoren Fleury             | 29 |
| Cory Stillman              | 27 |
| Jarome Iginla              | 28 |
| Valerij Bure               | 35 |
| Jarome Iginla              | 31 |
| Jarome Iginla              | 52 |
| Jarome Iginla              | 35 |
| Jarome Iginla              | 41 |
| stávka                     |    |
| Jarome Iginla              | 35 |
| Jarome Iginla              | 39 |
| Jarome Iginla              | 50 |
| Michael Cammalleri         | 39 |
| Jarome Iginla              | 32 |
| Jarome Iginla              | 43 |
| Jarome Iginla              | 32 |
| Curtis Glencross           | 15 |
| Mike Cammalleri            | 26 |
| Sean Monahan a Jiří Hudler | 31 |
| Johnny Gaudreau            | 30 |
| Sean Monahan               | 27 |
| Sean Monahan               | 31 |
| Johnny Gaudreau            | 36 |
| Elias Lindholm             | 29 |
| Johnny Gaudreau            | 19 |
| Matthew Tkachuk            | 42 |
| Tyler Toffoli              | 34 |
| MacKenzie Šarangovič       | 31 |
| Nazem Kadri                | 35 |

| Kent Nilsson         | 82 |
| Guy Chouinard        | 57 |
| Guy Chouinard        | 59 |
| Kent Nilsson         | 49 |
| Kent Nilsson         | 62 |
| Al MacInnis          | 57 |
| Al MacInnis          | 56 |
| Gary Suter           | 70 |
| Doug Gilmour         | 59 |
| Doug Gilmour         | 67 |
| Al MacInnis          | 75 |
| Al MacInnis          | 57 |
| Theoren Fleury       | 66 |
| Al MacInnis          | 54 |
| Phil Housley         | 35 |
| Theoren Fleury       | 50 |
| Theoren Fleury       | 38 |
| Theoren Fleury       | 51 |
| Phil Housley         | 43 |
| Phil Housley         | 44 |
| Marc Savard          | 42 |
| Craig Conroy         | 48 |
| Craig Conroy         | 37 |
| Craig Conroy         | 39 |
| stávka               |    |
| Daymond Langkow      | 34 |
| Alex Tanguay         | 59 |
| Jarome Iginla        | 48 |
| Jarome Iginla        | 54 |
| Matt Stajan          | 38 |
| Alex Tanguay         | 47 |
| Olli Jokinen         | 38 |
| Lee Stempniak        | 23 |
| Jiří Hudler          | 37 |
| Jiří Hudler          | 45 |
| Johnny Gaudreau      | 48 |
| Johnny Gaudreau      | 43 |
| Johnny Gaudreau      | 60 |
| Johnny Gaudreau      | 63 |
| Johnny Gaudreau      | 40 |
| Matthew Tkachuk      | 27 |
| Johnny Gaudreau      | 75 |
| Elias Lindholm       | 42 |
| Nazem Kadri          | 46 |
| MacKenzie Šarangovič | 39 |

| Kent Nilsson                    | 131 |
| Mel Bridgman                    | 87  |
| Kent Nilsson                    | 104 |
| Kent Nilsson                    | 80  |
| Kent Nilsson                    | 99  |
| Joe Mullen                      | 90  |
| Joe Mullen                      | 87  |
| Håkan Loob                      | 106 |
| Joe Mullen                      | 110 |
| Joe Nieuwendyk                  | 95  |
| Theoren Fleury                  | 104 |
| Gary Roberts                    | 90  |
| Theoren Fleury                  | 100 |
| Robert Reichel                  | 93  |
| Theoren Fleury                  | 58  |
| Theoren Fleury                  | 96  |
| Theoren Fleury                  | 67  |
| Theoren Fleury                  | 78  |
| Cory Stillman                   | 57  |
| Valerij Bure                    | 75  |
| Jarome Iginla                   | 71  |
| Jarome Iginla                   | 96  |
| Jarome Iginla                   | 67  |
| Jarome Iginla                   | 73  |
| stávka                          |     |
| Jarome Iginla                   | 67  |
| Jarome Iginla                   | 94  |
| Jarome Iginla                   | 98  |
| Jarome Iginla                   | 89  |
| Jarome Iginla                   | 69  |
| Jarome Iginla                   | 86  |
| Jarome Iginla                   | 67  |
| Lee Stempniak a Mike Cammalleri | 32  |
| Jiří Hudler                     | 54  |
| Jiří Hudler                     | 76  |
| Johnny Gaudreau                 | 78  |
| Johnny Gaudreau                 | 61  |
| Johnny Gaudreau                 | 84  |
| Johnny Gaudreau                 | 99  |
| Matthew Tkachuk                 | 52  |
| Elias Lindholm                  | 56  |
| Johnny Gaudreau                 | 115 |
| Tyler Toffoli                   | 73  |
| Nazem Kadri                     | 75  |
| Nazem Kadri                     | 67  |

## Češi a Slováci v Calgary Flames
| Sezóna                                                                   | Hráči – Češi                                                  | Hráči – Slováci               | Soupiska       | Playoffs       |
| 1987/1988                                                                | Jiří Hrdina                                                   | nikdo                         | Zde            |                |
| 1988/1989                                                                | Stanley Cup - Jiří Hrdina                                     | nikdo                         | Zde            |                |
| 1989/1990                                                                | Jiří Hrdina                                                   | nikdo                         | Zde            |                |
| 1990/1991                                                                | František Musil • Robert Reichel • František Musil            | nikdo                         | Zde            |                |
| 1991/1992                                                                | Robert Reichel • František Musil                              | nikdo                         | Zde            | Ne             |
| 1992/1993                                                                | Robert Reichel • František Musil                              | nikdo                         | Zde            |                |
| 1993/1994                                                                | Robert Reichel • František Musil                              | nikdo                         | Zde            |                |
| 1994/1995                                                                | Robert Reichel • František Musil                              | nikdo                         | Zde            |                |
| 1995/1996                                                                | Ladislav Kohn                                                 | nikdo                         | Zde            |                |
| 1996/1997                                                                | Robert Reichel                                                | nikdo                         | Zde            | Ne             |
| 1997/1998                                                                | Ladislav Kohn                                                 | nikdo                         | Zde            | Ne             |
| 1998/1999                                                                | nikdo                                                         | nikdo                         | Zde            | Ne             |
| 1999/2000                                                                | nikdo                                                         | nikdo                         | Zde            | Ne             |
| 2000/2001                                                                | nikdo                                                         | Ronald Petrovický             | Zde            | Ne             |
| 2001/2002                                                                | Roman Turek • Petr Buzek                                      | Ronald Petrovický             | Zde            | Ne             |
| 2002/2003                                                                | Roman Turek • Petr Buzek • Ladislav Kohn                      | Róbert Döme                   | Zde            | Ne             |
| 2003/2004                                                                | Roman Turek                                                   | nikdo                         | Zde            |                |
| 2004/2005                                                                | Sezóna zrušena                                                | Sezóna zrušena                | Sezóna zrušena | Sezóna zrušena |
| 2005/2006                                                                | Roman Hamrlík                                                 | nikdo                         | Zde            |                |
| 2006/2007                                                                | Roman Hamrlík                                                 | nikdo                         | Zde            |                |
| 2007/2008                                                                | nikdo                                                         | nikdo                         | Zde            |                |
| 2008/2009                                                                | nikdo                                                         | nikdo                         | Zde            |                |
| 2009/2010                                                                | Aleš Kotalík                                                  | nikdo                         | Zde            | Ne             |
| 2010/2011                                                                | Aleš Kotalík                                                  | nikdo                         | Zde            | Ne             |
| 2011/2012                                                                | Roman Horák                                                   | nikdo                         | Zde            | Ne             |
| 2012/2013                                                                | Jiří Hudler • Roman Červenka • Roman Horák                    | nikdo                         | Zde            | Ne             |
| 2013/2014                                                                | Jiří Hudler • Ladislav Šmíd • Roman Horák                     | nikdo                         | Zde            | Ne             |
| 2014/2015                                                                | Jiří Hudler • Ladislav Šmíd                                   | nikdo                         | Zde            |                |
| 2015/2016                                                                | Jiří Hudler • Michael Frolík • Jakub Nakládal • Ladislav Šmíd | nikdo                         | Zde            | Ne             |
| 2016/2017                                                                | David Rittich • Michael Frolík • Ladislav Šmíd                | nikdo                         | Zde            |                |
| 2017/2018                                                                | Michael Frolík • Jaromír Jágr • David Rittich                 | Marek Hrivík                  | Zde            | Ne             |
| 2018/2019                                                                | Michael Frolík • David Rittich                                | nikdo                         | Zde            |                |
| 2019/2020                                                                | Michael Frolík • David Rittich                                | nikdo                         | Zde            |                |
| 2020/2021                                                                | David Rittich                                                 | nikdo                         | Zde            | Ne             |
| 2021/2022                                                                | Daniel Vladař                                                 | Adam Růžička                  | Zde            |                |
| 2022/2023                                                                | Daniel Vladař                                                 | Adam Růžička                  | Zde            | Ne             |
| 2023/2024                                                                | Daniel Vladař • Adam Klapka                                   | Adam Růžička, Martin Pospíšil | Zde            | Ne             |
| 2024/2025                                                                | Daniel Vladař • Adam Klapka                                   | Martin Pospíšil               | Zde            | Ne             |
| 2025/2026                                                                | Adam Klapka                                                   | Martin Pospíšil               | Zde            |                |
| Češi - Zdroj na Eliteprospects.com Slováci - Zdroj na Eliteprospects.com |                                                               |                               |                |                |

## Umístění v jednotlivých sezonách
| USA / Kanada (1980 –) |                            |        |                                                                          |                                                                          |                                                                          |                                                                          |                                                                          |                                                                          |                                                                          |                                                                          |                                                                          |                                                                          |                                                                          |                |
| Sezóny                | Liga                       | Úroveň | Z                                                                        | V                                                                        | VP                                                                       | R                                                                        | PP                                                                       | P                                                                        | VG                                                                       | OG                                                                       | +/-                                                                      | B                                                                        | Pozice                                                                   | Play-off       |
| 1980/81               | NHL (Patrickova divize)    | 1      | 80                                                                       | 39                                                                       | –                                                                        | 14                                                                       | –                                                                        | 27                                                                       | 329                                                                      | 298                                                                      | +31                                                                      | 92                                                                       | 3.                                                                       | Semifinále     |
| 1981/82               | NHL (Smytheova divize)     | 1      | 80                                                                       | 29                                                                       | –                                                                        | 17                                                                       | –                                                                        | 34                                                                       | 334                                                                      | 345                                                                      | -11                                                                      | 75                                                                       | 3.                                                                       | Čtvrtfinále CK |
| 1982/83               | NHL (Smytheova divize)     | 1      | 80                                                                       | 32                                                                       | –                                                                        | 14                                                                       | –                                                                        | 34                                                                       | 321                                                                      | 317                                                                      | +4                                                                       | 78                                                                       | 2.                                                                       | Semifinále CK  |
| 1983/84               | NHL (Smytheova divize)     | 1      | 80                                                                       | 34                                                                       | –                                                                        | 14                                                                       | –                                                                        | 32                                                                       | 311                                                                      | 314                                                                      | -3                                                                       | 82                                                                       | 2.                                                                       | Semifinále CK  |
| 1984/85               | NHL (Smytheova divize)     | 1      | 80                                                                       | 41                                                                       | –                                                                        | 12                                                                       | –                                                                        | 27                                                                       | 363                                                                      | 302                                                                      | +61                                                                      | 94                                                                       | 3.                                                                       | Čtvrtfinále CK |
| 1985/86               | NHL (Smytheova divize)     | 1      | 80                                                                       | 40                                                                       | –                                                                        | 9                                                                        | –                                                                        | 31                                                                       | 354                                                                      | 315                                                                      | +39                                                                      | 89                                                                       | 2.                                                                       | Finále SC      |
| 1986/87               | NHL (Smytheova divize)     | 1      | 80                                                                       | 46                                                                       | –                                                                        | 3                                                                        | –                                                                        | 31                                                                       | 318                                                                      | 289                                                                      | +29                                                                      | 95                                                                       | 2.                                                                       | Čtvrtfinále CK |
| 1987/88               | NHL (Smytheova divize)     | 1      | 80                                                                       | 48                                                                       | –                                                                        | 9                                                                        | –                                                                        | 23                                                                       | 397                                                                      | 305                                                                      | +92                                                                      | 105                                                                      | 1.                                                                       | Semifinále CK  |
| 1988/89               | NHL (Smytheova divize)     | 1      | 80                                                                       | 54                                                                       | –                                                                        | 9                                                                        | –                                                                        | 17                                                                       | 354                                                                      | 226                                                                      | +128                                                                     | 117                                                                      | 1.                                                                       | Vítěz SC       |
| 1989/90               | NHL (Smytheova divize)     | 1      | 80                                                                       | 42                                                                       | –                                                                        | 15                                                                       | –                                                                        | 23                                                                       | 348                                                                      | 265                                                                      | +83                                                                      | 99                                                                       | 1.                                                                       | Čtvrtfinále CK |
| 1990/91               | NHL (Smytheova divize)     | 1      | 80                                                                       | 46                                                                       | –                                                                        | 8                                                                        | –                                                                        | 26                                                                       | 344                                                                      | 263                                                                      | +81                                                                      | 100                                                                      | 2.                                                                       | Čtvrtfinále CK |
| 1991/92               | NHL (Smytheova divize)     | 1      | 80                                                                       | 31                                                                       | –                                                                        | 12                                                                       | –                                                                        | 37                                                                       | 296                                                                      | 305                                                                      | -9                                                                       | 74                                                                       | 4.                                                                       | Ne             |
| 1992/93               | NHL (Smytheova divize)     | 1      | 84                                                                       | 43                                                                       | –                                                                        | 11                                                                       | –                                                                        | 30                                                                       | 322                                                                      | 282                                                                      | +40                                                                      | 97                                                                       | 2.                                                                       | Čtvrtfinále CK |
| 1993/94               | NHL (Pacifická divize)     | 1      | 84                                                                       | 42                                                                       | –                                                                        | 13                                                                       | –                                                                        | 29                                                                       | 302                                                                      | 256                                                                      | +46                                                                      | 97                                                                       | 1.                                                                       | Čtvrtfinále ZK |
| 1994/95               | NHL (Pacifická divize)     | 1      | 48                                                                       | 24                                                                       | –                                                                        | 7                                                                        | –                                                                        | 17                                                                       | 163                                                                      | 135                                                                      | +28                                                                      | 55                                                                       | 1.                                                                       | Čtvrtfinále ZK |
| 1995/96               | NHL (Pacifická divize)     | 1      | 82                                                                       | 34                                                                       | –                                                                        | 11                                                                       | –                                                                        | 37                                                                       | 241                                                                      | 240                                                                      | +1                                                                       | 79                                                                       | 2.                                                                       | Čtvrtfinále ZK |
| 1996/97               | NHL (Pacifická divize)     | 1      | 82                                                                       | 32                                                                       | –                                                                        | 9                                                                        | –                                                                        | 41                                                                       | 214                                                                      | 239                                                                      | -25                                                                      | 73                                                                       | 5.                                                                       | Ne             |
| 1997/98               | NHL (Pacifická divize)     | 1      | 82                                                                       | 26                                                                       | –                                                                        | 15                                                                       | –                                                                        | 41                                                                       | 217                                                                      | 252                                                                      | -35                                                                      | 67                                                                       | 5.                                                                       | Ne             |
| 1998/99               | NHL (Severozápadní divize) | 1      | 82                                                                       | 30                                                                       | –                                                                        | 12                                                                       | –                                                                        | 40                                                                       | 211                                                                      | 234                                                                      | -23                                                                      | 72                                                                       | 3.                                                                       | Ne             |
| 1999/00               | NHL (Severozápadní divize) | 1      | 82                                                                       | 31                                                                       | –                                                                        | 10                                                                       | 5                                                                        | 36                                                                       | 211                                                                      | 256                                                                      | -45                                                                      | 77                                                                       | 4.                                                                       | Ne             |
| 2000/01               | NHL (Severozápadní divize) | 1      | 82                                                                       | 27                                                                       | –                                                                        | 15                                                                       | 4                                                                        | 36                                                                       | 197                                                                      | 236                                                                      | -39                                                                      | 73                                                                       | 4.                                                                       | Ne             |
| 2001/02               | NHL (Severozápadní divize) | 1      | 82                                                                       | 32                                                                       | –                                                                        | 12                                                                       | 3                                                                        | 35                                                                       | 201                                                                      | 220                                                                      | -19                                                                      | 79                                                                       | 4.                                                                       | Ne             |
| 2002/03               | NHL (Severozápadní divize) | 1      | 82                                                                       | 29                                                                       | –                                                                        | 13                                                                       | 4                                                                        | 36                                                                       | 186                                                                      | 228                                                                      | -42                                                                      | 75                                                                       | 5.                                                                       | Ne             |
| 2003/04               | NHL (Severozápadní divize) | 1      | 82                                                                       | 42                                                                       | –                                                                        | 7                                                                        | 3                                                                        | 30                                                                       | 200                                                                      | 176                                                                      | +24                                                                      | 94                                                                       | 3.                                                                       | Finále SC      |
| 2004/05               | NHL (Severozápadní divize) | 1      | Soutěž byla v této sezóně z důvodu chybějící kolektivní smlouvy zrušena. | Soutěž byla v této sezóně z důvodu chybějící kolektivní smlouvy zrušena. | Soutěž byla v této sezóně z důvodu chybějící kolektivní smlouvy zrušena. | Soutěž byla v této sezóně z důvodu chybějící kolektivní smlouvy zrušena. | Soutěž byla v této sezóně z důvodu chybějící kolektivní smlouvy zrušena. | Soutěž byla v této sezóně z důvodu chybějící kolektivní smlouvy zrušena. | Soutěž byla v této sezóně z důvodu chybějící kolektivní smlouvy zrušena. | Soutěž byla v této sezóně z důvodu chybějící kolektivní smlouvy zrušena. | Soutěž byla v této sezóně z důvodu chybějící kolektivní smlouvy zrušena. | Soutěž byla v této sezóně z důvodu chybějící kolektivní smlouvy zrušena. | Soutěž byla v této sezóně z důvodu chybějící kolektivní smlouvy zrušena. |                |
| 2005/06               | NHL (Severozápadní divize) | 1      | 82                                                                       | 46                                                                       | –                                                                        | –                                                                        | 11                                                                       | 25                                                                       | 218                                                                      | 200                                                                      | +18                                                                      | 103                                                                      | 1.                                                                       | Čtvrtfinále ZK |
| 2006/07               | NHL (Severozápadní divize) | 1      | 82                                                                       | 43                                                                       | –                                                                        | –                                                                        | 10                                                                       | 29                                                                       | 258                                                                      | 226                                                                      | +32                                                                      | 96                                                                       | 3.                                                                       | Čtvrtfinále ZK |
| 2007/08               | NHL (Severozápadní divize) | 1      | 82                                                                       | 42                                                                       | –                                                                        | –                                                                        | 10                                                                       | 30                                                                       | 229                                                                      | 227                                                                      | +2                                                                       | 94                                                                       | 3.                                                                       | Čtvrtfinále ZK |
| 2008/09               | NHL (Severozápadní divize) | 1      | 82                                                                       | 46                                                                       | –                                                                        | –                                                                        | 6                                                                        | 30                                                                       | 254                                                                      | 248                                                                      | +6                                                                       | 98                                                                       | 2.                                                                       | Čtvrtfinále ZK |
| 2009/10               | NHL (Severozápadní divize) | 1      | 82                                                                       | 40                                                                       | –                                                                        | –                                                                        | 10                                                                       | 32                                                                       | 204                                                                      | 210                                                                      | -6                                                                       | 90                                                                       | 3.                                                                       | Ne             |
| 2010/11               | NHL (Severozápadní divize) | 1      | 82                                                                       | 41                                                                       | –                                                                        | –                                                                        | 12                                                                       | 29                                                                       | 250                                                                      | 237                                                                      | +13                                                                      | 94                                                                       | 2.                                                                       | Ne             |
| 2011/12               | NHL (Severozápadní divize) | 1      | 82                                                                       | 37                                                                       | –                                                                        | –                                                                        | 16                                                                       | 29                                                                       | 202                                                                      | 226                                                                      | -24                                                                      | 90                                                                       | 2.                                                                       | Ne             |
| 2012/13               | NHL (Severozápadní divize) | 1      | 48                                                                       | 19                                                                       | –                                                                        | –                                                                        | 4                                                                        | 25                                                                       | 128                                                                      | 160                                                                      | -32                                                                      | 42                                                                       | 4.                                                                       | Ne             |
| 2013/14               | NHL (Pacifická divize)     | 1      | 82                                                                       | 35                                                                       | –                                                                        | –                                                                        | 7                                                                        | 40                                                                       | 209                                                                      | 241                                                                      | -32                                                                      | 77                                                                       | 6.                                                                       | Ne             |
| 2014/15               | NHL (Pacifická divize)     | 1      | 82                                                                       | 45                                                                       | –                                                                        | –                                                                        | 7                                                                        | 30                                                                       | 241                                                                      | 216                                                                      | +25                                                                      | 97                                                                       | 3.                                                                       | Semifinále ZK  |
| 2015/16               | NHL (Pacifická divize)     | 1      | 82                                                                       | 35                                                                       | –                                                                        | –                                                                        | 7                                                                        | 40                                                                       | 231                                                                      | 260                                                                      | -29                                                                      | 77                                                                       | 5.                                                                       | Ne             |
| 2016/17               | NHL (Pacifická divize)     | 1      | 82                                                                       | 32                                                                       | 13                                                                       | –                                                                        | 4                                                                        | 33                                                                       | 226                                                                      | 221                                                                      | +5                                                                       | 94                                                                       | 4.                                                                       | Čtvrtfinále ZK |
| 2017/18               | NHL (Pacifická divize)     | 1      | 82                                                                       | 28                                                                       | 9                                                                        | –                                                                        | 10                                                                       | 35                                                                       | 219                                                                      | 249                                                                      | -30                                                                      | 84                                                                       | 5.                                                                       | Ne             |
| 2018/19               | NHL (Pacifická divize)     | 1      | 82                                                                       | 45                                                                       | 5                                                                        | –                                                                        | 7                                                                        | 25                                                                       | 289                                                                      | 227                                                                      | +62                                                                      | 107                                                                      | 1.                                                                       | Čtvrtfinále ZK |
| 2019/20               | NHL (Pacifická divize)     | 1      | 70                                                                       | 36                                                                       | 11                                                                       | –                                                                        | 7                                                                        | 27                                                                       | 210                                                                      | 215                                                                      | -5                                                                       | 79                                                                       | 4.                                                                       | Čtvrtfinále ZK |
| 2020/21               | NHL (Severní divize)       | 1      | 56                                                                       | 22                                                                       | 4                                                                        | –                                                                        | 3                                                                        | 27                                                                       | 156                                                                      | 161                                                                      | -5                                                                       | 55                                                                       | 5.                                                                       | Ne             |
| 2021/22               | NHL (Pacifická divize)     | 1      | 82                                                                       | 44                                                                       | 6                                                                        | –                                                                        | 11                                                                       | 21                                                                       | 293                                                                      | 208                                                                      | +85                                                                      | 111                                                                      | 1.                                                                       | Semifinále ZK  |
| 2022/23               | NHL (Pacifická divize)     | 1      | 82                                                                       | 31                                                                       | 7                                                                        | –                                                                        | 17                                                                       | 27                                                                       | 260                                                                      | 252                                                                      | +8                                                                       | 93                                                                       | 5.                                                                       | Ne             |
| 2023/24               | NHL (Pacifická divize)     | 1      | 82                                                                       | 32                                                                       | 6                                                                        | –                                                                        | 5                                                                        | 39                                                                       | 253                                                                      | 271                                                                      | -18                                                                      | 81                                                                       | 5.                                                                       | Ne             |
| 2024/25               | NHL (Pacifická divize)     |        |                                                                          |                                                                          |                                                                          |                                                                          |                                                                          |                                                                          |                                                                          |                                                                          |                                                                          |                                                                          |                                                                          | Ne             |
| Zdroj na NHL.com      |                            |        |                                                                          |                                                                          |                                                                          |                                                                          |                                                                          |                                                                          |                                                                          |                                                                          |                                                                          |                                                                          |                                                                          |                |

### Přehled kapitánů a trenérů v jednotlivých sezónách
| Sezóna    | Kapitán                        | Hlavní trenér   |
| --------- | ------------------------------ | --------------- |
| 1980/1981 | Brad Marsh                     | Al MacNeil      |
| 1981/1982 | Phil Russell a Brad Marsh      | Al MacNeil      |
| 1982/1983 | Phil Russell                   | Bob Johnson     |
| 1983/1984 | Lanny McDonald                 | Bob Johnson     |
| 1984/1985 | Lanny McDonald a Jim Peplinski | Bob Johnson     |
| 1985/1986 | Lanny McDonald a Jim Peplinski | Bob Johnson     |
| 1986/1987 | Lanny McDonald a Jim Peplinski | Bob Johnson     |
| 1987/1988 | Lanny McDonald                 | Terry Crisp     |
| 1988/1989 | Lanny McDonald                 | Terry Crisp     |
| 1989/1990 | Brad McCrimmon                 | Terry Crisp     |
| 1990/1991 | bez kapitána                   | Doug Risebrough |
| 1991/1992 | Joe Nieuwendyk                 | Guy Charron     |
| 1992/1993 | Joe Nieuwendyk                 | Dave King       |
| 1993/1994 | Joe Nieuwendyk                 | Dave King       |
| 1994/1995 | Joe Nieuwendyk                 | Dave King       |
| 1995/1996 | Theoren Fleury                 | Pierre Pagé     |
| 1996/1997 | Theoren Fleury                 | Pierre Pagé     |
| 1997/1998 | Todd Simpson                   | Brian Sutter    |
| 1998/1999 | Todd Simpson                   | Brian Sutter    |
| 1999/2000 | Steve Smith                    | Brian Sutter    |
| 2000/2001 | Dave Lowry                     | Greg Gilbert    |
| 2001/2002 | Dave Lowry                     | Greg Gilbert    |
| 2002/2003 | Craig Conroy                   | Greg Gilbert    |
| 2003/2004 | Jarome Iginla                  | Darryl Sutter   |
| 2004/2005 | Sezóna zrušena                 | Sezóna zrušena  |

| Sezóna    | Kapitán         | Hlavní trenér |
| --------- | --------------- | ------------- |
| 2005/2006 | Jarome Iginla   | Jim Playfair  |
| 2006/2007 | Jarome Iginla   | Jim Playfair  |
| 2007/2008 | Jarome Iginla   | Mike Keenan   |
| 2008/2009 | Jarome Iginla   | Mike Keenan   |
| 2009/2010 | Jarome Iginla   | Brent Sutter  |
| 2010/2011 | Jarome Iginla   | Brent Sutter  |
| 2011/2012 | Jarome Iginla   | Brent Sutter  |
| 2012/2013 | Jarome Iginla   | Bob Hartley   |
| 2013/2014 | Mark Giordano   | Bob Hartley   |
| 2014/2015 | Mark Giordano   | Bob Hartley   |
| 2015/2016 | Mark Giordano   | Bob Hartley   |
| 2016/2017 | Mark Giordano   | Glen Gulutzan |
| 2017/2018 | Mark Giordano   | Glen Gulutzan |
| 2018/2019 | Mark Giordano   | Bill Peters   |
| 2019/2020 | Mark Giordano   | Bill Peters   |
| 2020/2021 | Mark Giordano   | Geoff Ward    |
| 2021/2022 | nikdo           | Darryl Sutter |
| 2022/2023 | nikdo           | Darryl Sutter |
| 2023/2024 | Mikael Backlund | Ryan Huska    |
| 2024/2025 | Mikael Backlund | Ryan Huska    |